# Página de referencia
En la Web, una página de referencia es un compendio de información sobre una materia concreta. Normalmente consiste en una lista de citas a otros recursos en los que se amplía la información sobre esa materia. Estos pueden ser artículos especializados, monográficos, actas de congresos, páginas de apuntes, artículos de blog, etc.

## Ejemplos
- Lista de recursos de referencia de la biblioteca de la Universidad de Navarra